# Ms.
Ms (Gran Bretagna) o Ms. (Stati Uniti) (pronuncia: /mɪz/ o /məz/[1]) è un prefisso usato nella lingua inglese con il cognome o il nome completo di una donna. È definirlo neutro e non definisce lo stato civile della donna, al contrario di Miss. (per le donne non sposate) e Mrs. (per le donne sposate)
In congruenza con il The Emily Post Institute, Ms. è la forma predefinita per chiamare una donna negli Stati Uniti.

## Etimologia
"MS", insieme a "Miss" e "Mrs.", iniziò ad essere usato intorno al XVII sec. derivando da "Mistress", il quale, come "Mister", originariamente non era  riferito ad una persona sposata.